# Kristen Jensen Lyngby
Kristen Jensen Lyngby, född den 28 juni 1829 i Nibe, död den 15 februari 1871 i Köpenhamn, var en dansk språkforskare.
Lyngby blev student 1847 och docent i nordiska språk 1863. Även om han aldrig utgav något större arbete, hade han dock ett väsentligt inflytande på den nordiska språkvetenskapens ställning i Danmark, i synnerhet därigenom, att han gjorde dialekterna till föremål för undersökning. 
Till detta forskningsområde hör hans första arbeten, Bidrag til en sønderjydsk Sproglære (1858) och Om Nordfrisisk i Bøkking og Hvidding Herreder (samma år), samt hans största skrift, Udsagnsordenes Bøjning i Jydske Lov og i den jydske Sprogart (1863). 
Som specimen för docenturen skrev Lyngbye föreläsningen Dansk og svensk Literatur og Sprog i 2:den Halvdel af det 14. og i det 15. Aarhundrede (1863). Hans sista arbete var Beretning om det stockholmske retskrivningsmøde (1870). 
Men långt mera än genom skrifter verkade Lyngby som föreläsare och lärare. Hans stora samlingar nyttjades av Henning Frederik Feilberg. 